# Jepsonia parryi
Jepsonia parryi är en stenbräckeväxtart som först beskrevs av John Torrey, och fick sitt nu gällande namn av John Kunkel Small. Jepsonia parryi ingår i släktet Jepsonia och familjen stenbräckeväxter. Inga underarter finns listade i Catalogue of Life.